# Akihisa Inoue

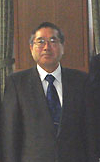
Akihisa Inoue

Akihisa Inoue (jap. 井上 明久, Inoue Akihisa; * 13. September 1947 in Himeji, Präfektur Hyōgo, Japan) ist ein japanischer Physiker.
Die Forschungsgebiete von Inoue liegen im Bereich der Materialwissenschaften, vor allem auf dem Gebiet des metallischen Glases. Die ersten amorphen Stähle wurden von Inoue an der Universität Tōhoku in Japan entdeckt und erreichten Dicken von ein bis zwei Millimetern.

## Werdegang
Inoue studierte an der Universität Tōhoku Materialwissenschaften und machte 1972 seinen Abschluss als Master of Science. 1975 wurde er zum Doctor of Engineering (kōgaku hakushi) promoviert. Nach seiner Promotion blieb er als wissenschaftlicher Mitarbeiter am Institute for Materials Research (金属材料研究所, kinzoku zairyū kenkyūsho) der Universität Tōhoku, wurde 1985 außerordentlicher Professor (Associate Professor) und 1990 ordentlicher Professor am selben Institut. Seit April 2000 ist er zusätzlich Direktor des Institute for Materials Research.
Inoue ist seit April 2001 wissenschaftlicher Berater der japanischen Ministeriums für Bildung, Kultur, Sport Wissenschaft und Technologie.

## Veröffentlichungen
- A. Inoue: Bulk Amorphous AlloysPractical Characteristics and Applications. In: Trans Tech Publications. 1999.
- A. Inoue, K. Hashimoto (Hrsg.) Amorphous and Nanocrystalline Materials: Preparation, properties, and applications. In: Advances in Materials Research. Band 3, Springer 2001, ISBN 3-540-67271-0.
- B. Cantor, A. Inoue: Nanocrystalline Alloys, Novel and Magnetic Nanomaterials. 2004.
- Inoue Akihisa, Muneyuki Imafuku, Kiyoshi Haru Saida, Nishiyama Nobuyuki: Materials Science and Engineering of Bulk Metallic Glasses. CMC Publishing, 2008.
- Inoue Akihisa: New Functional Materials, Fundamentals of Metallic Glasses and their Applications to Industry. Technosystem Co., 2009.

## Auszeichnungen
- 2000 ISI Citation Laureate Award
- 2002 Japan Academy Prize